# Church of Our Lord Jesus Christ of the Apostolic Faith
De Church of Our Lord Jesus Christ of the Apostolic Faith is een kerkgenootschap dat ontstaan is in de Verenigde Staten. Het kerkgenootschap in ontstaan in 1913, uit een aantal losse pinkstergemeenten. 
De kerk staat bekend als een van de Oneness Churches, een groep Apostolische kerken die sterk de nadruk leggen op levensheiliging. Vrouwen mogen hun haar niet knippen, daarnaast moeten ze jurken of rokken dragen, in plaats van broeken, waarbij naar de bijbel wordt verwezen. Vrouwen en mannen wordt verzocht om zich te kleden in een eerbaar gewaad. Ook het gebruik van make-up en het dragen van sieraden zijn omstreden. Andere omstreden gebruiken zijn het bezitten van televisie, korte broeken bij mannen, het bezoeken van bioscopen, dansen en gemengd zwemmen. Er wordt gebruikgemaakt van de King James Version en in de erediensten wordt door vrouwen het hoofd bedekt.
De indruk wordt daarmee gewekt dat de kerk daarmee verwant is met bijvoorbeeld bevindelijk gereformeerde kerken, echter het verloop van de erediensten is totaal verschillend. Deze diensten zijn zeer levendig met zang, muziek, handopleggingen en tongentaal. Veel kerkleden zijn van Afrikaanse afkomst. In 1957 splitst de Bible Way Church of Our Lord Jesus Christ zich af van het kerkverband.
De kerk groeit hard, in 1990 waren er circa 30.000 leden. De kerk kent wereldwijd 582 gemeenten, voornamelijk in Noord-Amerika, maar ook in West-Afrika, Mexico, Dominicaanse Republiek, Haïti en de Filipijnen.

## AndereOneness-kerken
Andere Oneness-kerken zijn:
- Affirming Pentecostal Church International
- Apostolic Assemblies of Christ
- Apostolic Assembly of the Faith in Christ Jesus
- Apostolic Brethren
- Apostolic Church of Pentecost
- Apostolic Gospel Church of Jesus Christ
- Apostolic Overcoming Holy Church of God
- Assemblies of the Lord Jesus Christ
- Bible Way Church of Our Lord Jesus Christ
- Churches of Jesus Christ International
- Pentecostal Assemblies of the World
- United Pentecostal Church International